# Krajnja Martynka
Krajnja Martynka, česky také Krajná Martinka, ukrajinsky Крайня Мартинка, maďarsky Végmártonka, je vesnice v Iršavské městské komunitě (hromadě), v okrese Chust v Zakarpatské oblasti Ukrajiny. Sousedí s vesnicí Čornyj Potik (ukrajinsky Чорний Потік). V roce 2001 zde žilo 582 obyvatel.

## Historie
Do uzavření Trianonské smlouvy byla ves součástí Uherska, poté byla (pod názvem Krajná Martinka) součástí Československa. Od roku 1945 byla ves součástí Ukrajinské sovětské socialistické republiky, která byla součástí SSSR. Od roku 1991 je součástí nezávislé Ukrajiny.